# Meervoud (tijdschrift)
Meervoud is een Vlaams politiek maandblad dat door de gelijknamige groep wordt uitgegeven die zichzelf omschrijft als "een links-nationalistische denk- en actiegroep voor een soeverein Vlaanderen". Het blad wordt sinds oktober 1992 uitgegeven en is vernoemd naar het voormalige tijdschrift van de Werkgroep Arbeid/Vlaams-Socialistische Beweging, dat van 1975 tot 1980 liep. De redactie is gevestigd in het 'Vlaams Huis' in Brussel.
In 2003 richtte de Meervoud-groep de N-VA-afsplitsing Vlaamse Democraten Brussel op, dat geen mandaten behaalde bij de Vlaamse en Brusselse parlementsverkiezingen en nadien werd opgedoekt.

## Leden
Bekende leden van de groep of medewerkers van het tijdschrift zijn of waren:
- Ludo Abicht
- Hendrik Carette
- Bernard Daelemans
- Lukas De Vos
- Miel Dullaert
- Christian Dutoit
- Mark Grammens
- André Monteyne
- Marc Platel
- Antoon Roosens
- Jef Turf
- Roeland Van Walleghem
- Joost Vandommele